# Eumegethes tenuis
Eumegethes tenuis är en fjärilsart som beskrevs av Otto Staudinger 1898. Eumegethes tenuis ingår i släktet Eumegethes och familjen mätare. Inga underarter finns listade i Catalogue of Life.